# 圖爾比夫卡
50°9′45″N 29°35′31″E / 50.16250°N 29.59194°E
圖爾比夫卡（烏克蘭語：Турбівка）是烏克蘭北部的村莊，隸屬日托米爾州的日托米爾區。該村始建於1800年，面積2.48平方公里，海拔高度183米，2001年人口423，人口密度每平方公里170.7人。